# Tempête du 2 février 1701
La tempête du 2 février 1701 est un cyclone extratropical qui toucha la Bretagne, Laval, Le Mans, Paris, Strasbourg et le Saint-Empire en 1701. Bien que souvent mentionné comme un ouragan, il ne peut s'agir d'un système tropical qui ne peut se développer en hiver, le terme réfère plutôt à la force des vents dans l'échelle de Beaufort.

## Événements

### Rennes, Laval
Le 2 février 1701, une dépression hivernale très puissante arrive à Rennes à 10 h du matin, puis à Laval à 10 h 30 où elle fait plusieurs dégâts. Le clocher de l'église de Saint-Jean-sur-Vilaine tombe et tue deux personnes dans l'église. La tempête abat 40 pieds de la haute charpente de la nef de l'église de la Trinité de Laval. Une partie s'écroule sur la voûte, l'autre sur une maison voisine. Tous les habitants de la paroisse étaient à ce moment à la grande-messe que célébrait le curé Pierre Bureau.
Ils s'épouvantèrent et 3 000 personnes se lèvent, se poussèrent, se précipitèrent pour sortir de l'église, persuadées qu'elle allait s'écrouler. Le prêtre cependant, toujours à l'autel, s’efforça de rassurer la multitude ou de l'engager du moins à ne sortir avec ordre, tout en se prosternant devant le Saint-Sacrement par intermittence pour le supplier de détourner les malheurs réels qu'allait causer la précipitation insensée de la foule, en voulant fuir un péril imaginaire. Les paroissiens parvinrent à quitter l'église; mais pendant que le courageux pasteur achevait le Saint-Sacrifice, on trouva trois cadavres écrasés. Beaucoup de personnes furent grièvement blessées, deux moururent dans l'après-midi. Quelques-unes succombèrent les jours suivants. La voûte de la Trinité ne s'écroule pas. On ne s'aperçoit même pas d'abord qu'elle est endommagée, mais un peu plus tard on découvre une fissure le long de l'arc doubleau transversal de la travée du milieu. Il faut le solidifier par deux fois. La réparation des dégâts coûte 3 000 livres aux paroissiens.
On retrouve la relation de cet évènement dans l'ouvrage d'Isidore Boullier : « Le deuxième jour de février mil sept cent et un jour de la Purification de la Sainte Vierge il s'est élevé dans l'air un furieux orage venant du costé de la Bretagne, passa par Rennes, Victré, cette ville de Laval, Le Mans, Paris jusques à Strasbourg et dans l’Allemagne ; sa force se fit ressentir à Rennes sur les dix heures du matin, à Laval sur les dix heures et demie qui coupa environ quarante pieds de couverture et la charpente de cette église au-dessus de la voûte du bas de l’église et des fonds, le pignon résista à la violence et retint huit à dix pieds de la couverture et de la charpente qui y estoient attachés. Une partie tomba sur la voûte qui y résista et l'autre sur une maison voisine. L'église estoit alors remplie de monde pour la solennité du jour. Me Pierre Bureau docteur de Sorbonne et curé disoit la grande messe, sur le point de chanter la Préface, lorsque le bruit de la chute de la couverture jeta l’épouvante dans toute la nef et chacun courant à la grande porte pour se sauver la foule empescha de l'ouvrir et elle fut si grande à la petite porte de la grande que plusieurs personnes y furent foulés aux pieds ; trois y perdirent la vie et d'autres fort incommodés. M. le curé ne quitta point l'autel ; tantost il elevoit la voix pour rassurer le monde tantôt il se prosternoit devant le Saint Sacrement, prioit à l’exemple de Moïse et ensuite il continua la sainte messe ».
Des actes de décès concernent trois femmes tuées lors du mouvement de panique de la foule. Il est probable que d’autres personnes encore soient décédées plus ou moins longtemps après cette journée, des suites de leurs blessures.

### Région parisienne
La tempête est citée dans le Journal du Marquis de Dangeau qui indique : « un furieux ouragan qui a fait de grands désordres et pour les bâtiments et dans les jardins; une poutre de l'église de Saint-Louis dans l'Ile Notre-Dame a tombé sur la tète du marquis de Verderonne, qu'on ne croit pas qu'il en puisse réchapper. Il y a eu beaucoup de carrosses renversés, et personne ne se souvient d'avoir vu un si grand vent ».
La flèche de l'église de Neuilly-en-Thelle est emportée.